# Viktor Omeljanovytj
Viktor Omeljanovytj (ukrainska: Віктор Омелянович), född 13 april 1958 i Dnipro i Ukrainska SSR, Sovjetunionen, död 20 december 2023, var en ukrainsk roddare.
Han tog OS-silver i åtta med styrman i samband med de olympiska roddtävlingarna 1988 i Seoul.